# جایزه بزرگ هلند ۱۹۶۶
جایزه بزرگ هلند ۱۹۶۶ (انگلیسی: ‎1966 Dutch Grand Prix‎) یک مسابقهٔ موتوری در رشتهٔ اتومبیل‌رانی فرمول یک بود که در تاریخ ۲۴ ژوئیهٔ ۱۹۶۶ در پیست زاندفورت واقع در، برگزار شد. این گراند پری در میان ۹ گراند پری در فصل ۱۹۶۶، مسابقهٔ شمارهٔ ۵ بود.
در این مسابقه که در ۹۰ دور و به مسافت ۳۸۲٫۶۸ کیلومتر (۲۳۷٫۷۸۶ مایل) برگزار شد، پول پوزیشن توسط جک برابام کسب شد و سریع‌ترین زمان برای طی یک دور پیست که برابر با ۱:۳۰٫۶ بود نیز توسط دنی هیولم به ثبت رسید.
جک برابام از تیم برابام-رپکو، گراهام هیل از تیم بی‌آرام و جیم کلارک از تیم لوتوس-کلیمکس به‌ترتیب مقام‌های اول تا سوم مسابقه را کسب کردند.

## رده‌بندی قهرمانی پس از مسابقه
|       | جایگاه | راننده         | امتیاز |
| ----- | ------ | -------------- | ------ |
|       | ۱      | جک برابام      | ۳۰     |
| ۵     | ۲      | گراهام هیل     | ۱۴     |
| ۳     | ۳      | جکی استوارت    | ۱۲     |
| ۲     | ۴      | جوهن رایندت    | ۱۱     |
| ۱     | ۵      | لورنزو باندینی | ۱۱     |
| منبع: |        |                |        |

|       | جایگاه | سازنده       | امتیاز |
| ----- | ------ | ------------ | ------ |
|       | ۱      | برابام-رپکو  | ۳۰     |
|       | ۲      | فراری        | ۲۲     |
|       | ۳      | بی‌آرام       | ۱۹     |
|       | ۴      | کوپر-مازراتی | ۱۱     |
|       | ۵      | لوتوس-کلیمکس | ۷      |
| منبع: |        |              |        |

یادداشت
- تنها پنج جایگاه نخست از هر رده‌بندی نمایش داده شده‌است.